# Calymmanthium substerile
Calymmanthium substerile är en kaktusväxtart som beskrevs av Friedrich Ritter. Calymmanthium substerile ingår i släktet Calymmanthium och familjen kaktusväxter. Inga underarter finns listade i Catalogue of Life.

## Bildgalleri

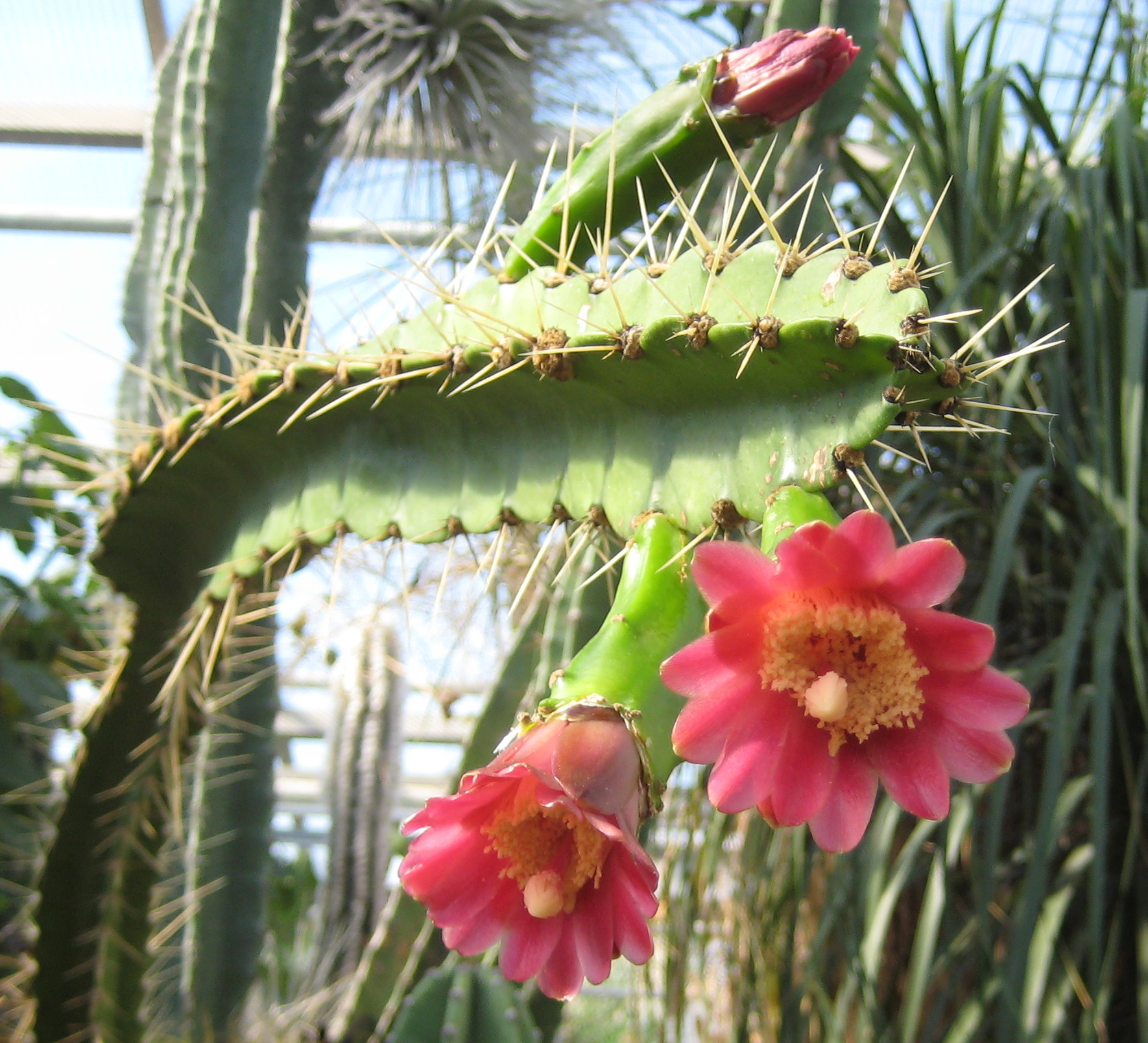
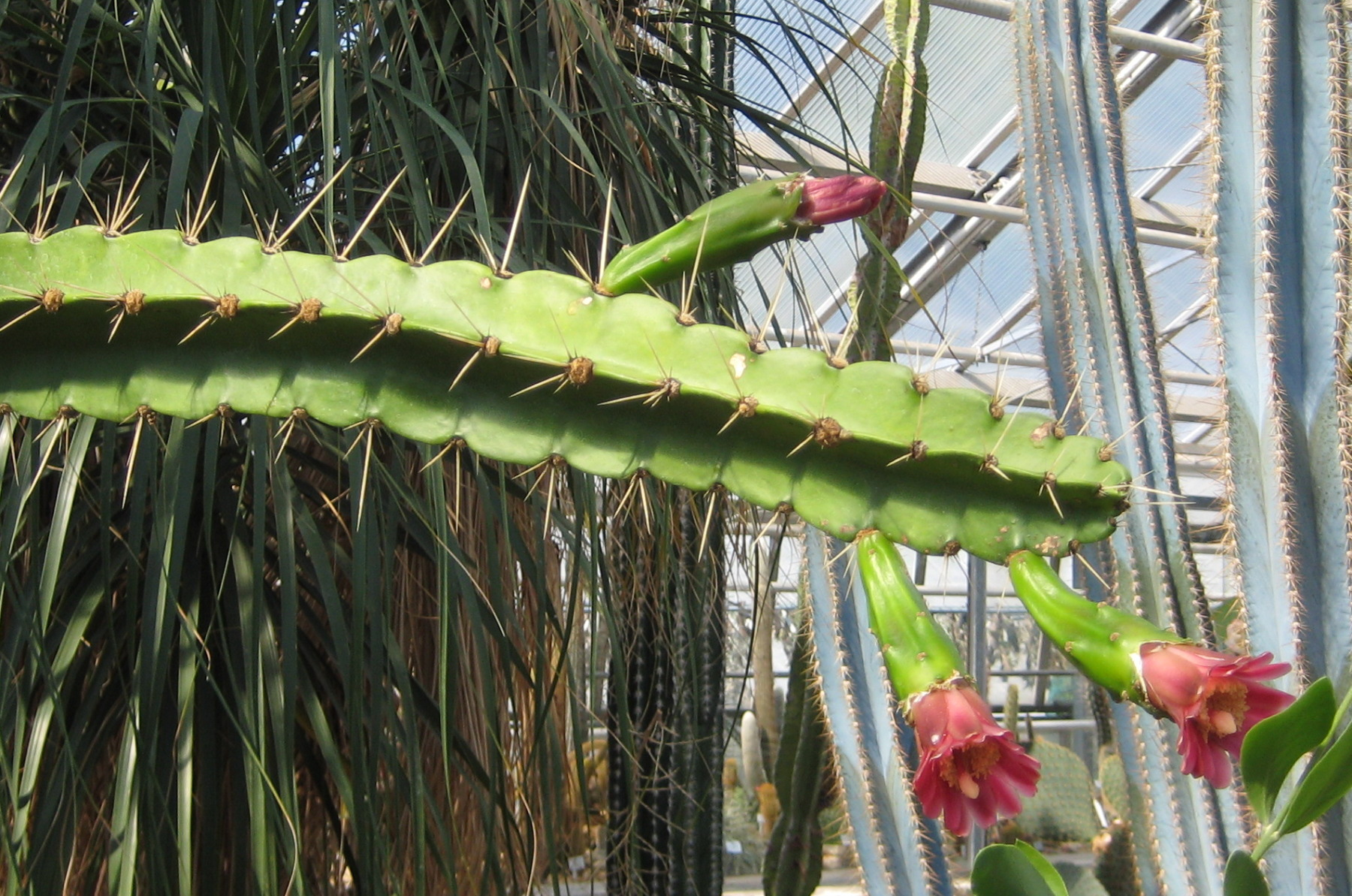
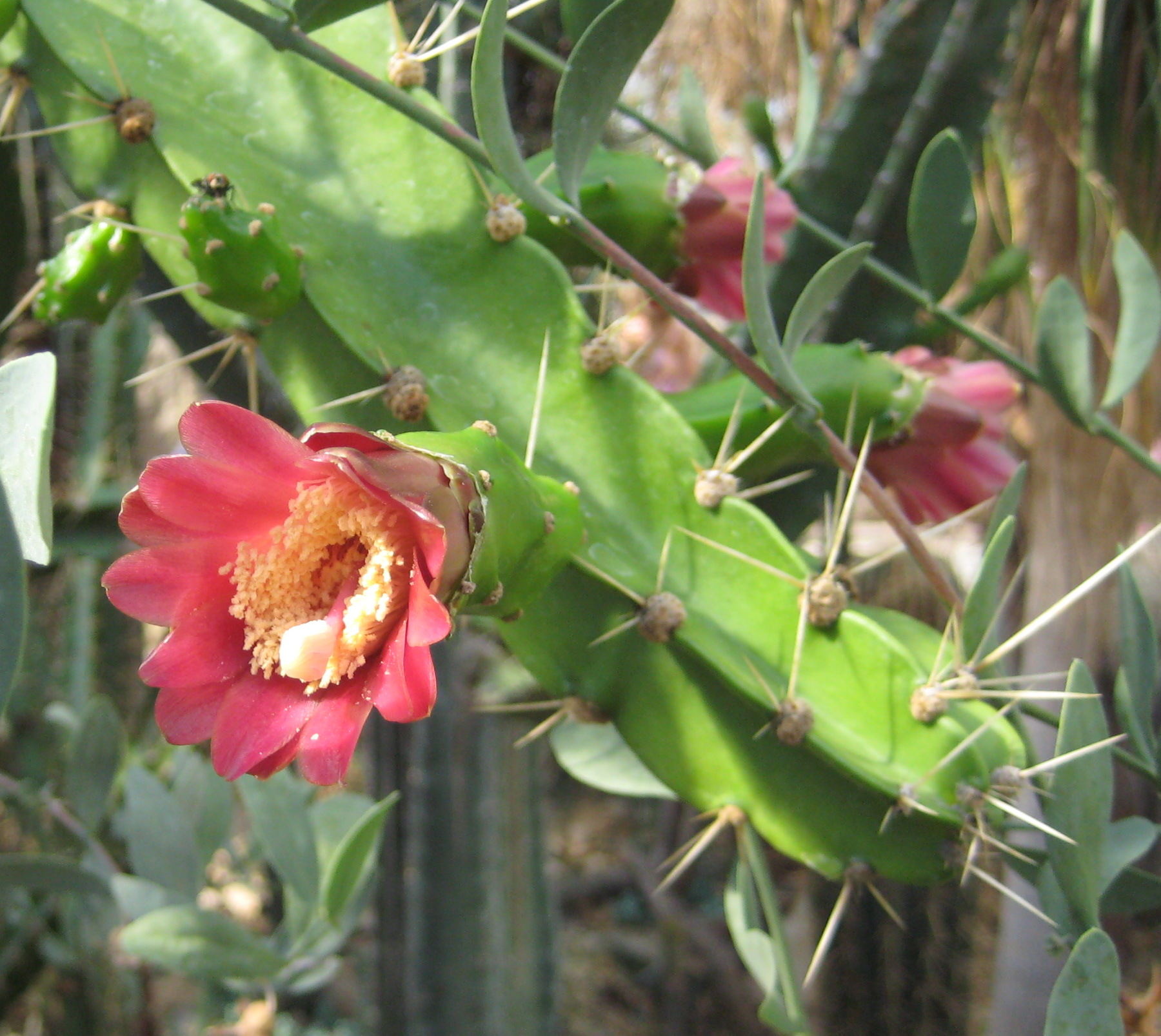
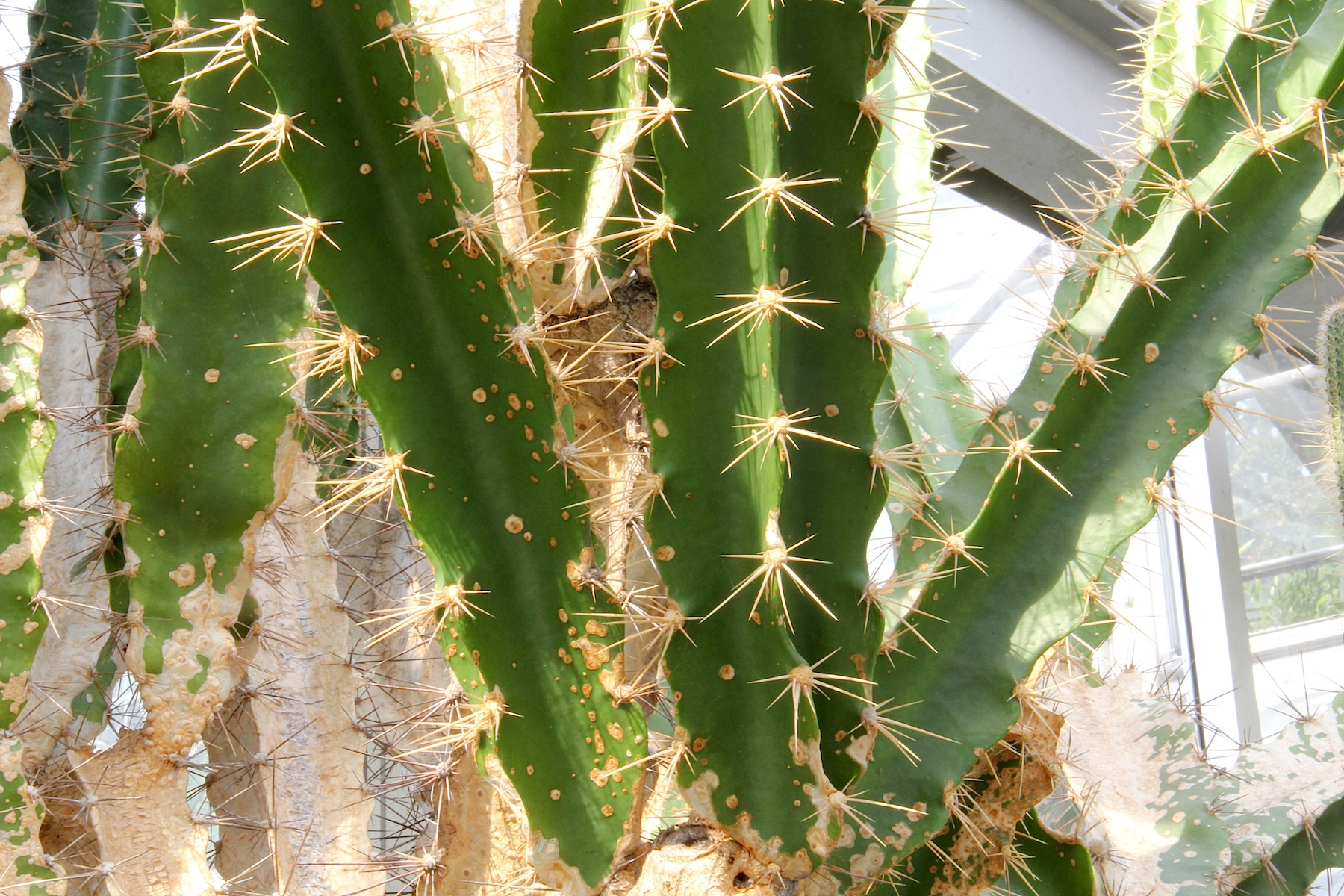